# Fedajin
Der arabische Ausdruck Fedajin (von arabisch الفدائي al-fidāʾī ‚der sich Opfernde‘, Plural الفدائيون al-fidāʾiyyūn bzw. الفدائيين al-fidāʾiyyīn) bezeichnet grundsätzlich Angehörige bewaffneter religiöser oder politischer Gruppierungen, die, nach ihrer Selbstdefinition, bereit sind, ihr Leben füreinander oder ihre Sache zu opfern.
Das Wort wurde in seiner ursprünglichen Form von den Assassinen geprägt, welche bei ihren Mordanschlägen den eigenen Tod meist billigend in Kauf nahmen.

## Nahost nach 1948
Während und nach dem ersten israelisch-arabischen Krieg 1948/49 waren viele arabische Einwohner Palästinas in die Nachbarländer geflohen beziehungsweise dorthin vertrieben worden. Schätzungen ihrer Zahl belaufen sich auf rund 750.000 bis 800.000. Zumeist wurden Zivilisten von arabischen Truppen aufgefordert, ihre Wohnorte zu verlassen; eine Minderheit wurde von israelischen Truppen vertrieben. Die Mehrheit flüchtete aus Angst vor dem Krieg. Die arabischen Flüchtlinge lebten in Flüchtlingslagern in Jordanien, Syrien, dem Libanon und Ägypten (vor allem im Gazastreifen). Es fanden sich kleine Gruppen zusammen, die sich unter den Flüchtlingen in den Lagern versteckten und terroristische Anschläge jenseits der Grenze Israels verübten. Ägypten bildete diese „Fedajin“ aus und bewaffnete sie. Erst ab 1953 schlug Israel mit Vergeltungsakten zurück. 1956 waren die Fedajin in der Suezkrise für Israel ein Grund, um die Sinai-Halbinsel zu besetzen und ihre Stützpunkte in Ägypten auszuschalten.
In der Folge entstanden mehrere palästinensische Fedajin-Organisationen mit unterschiedlichen ideologischen Schwerpunkten und einem unterschiedlichen Maß an Unabhängigkeit von den Gastländern, in denen sie ihre Stützpunkte unterhielten. Die bekannteste darunter war die 1959 unter der Führung Yassir Arafats gegründete Fatah, eine der Mitgliedsgruppen der 1964 gegründeten Palästinensischen Befreiungsorganisation (PLO).
Nach dem Sechstagekrieg 1967 begannen die Fedajin, Israel auch außerhalb des Nahen Ostens zu bekämpfen. Die palästinensischen Terroristen wurden von vielen linken Gruppen im Westen als Vorkämpfer der internationalen Weltrevolution angesehen und entsprechend idealisiert. Die große Zahl freiwilliger Kämpfer wurde schon bald nicht nur für Israel, sondern auch für die arabischen Nationalstaaten eine Bedrohung, in denen sich die PLO niederließ. Während des Schwarzen Septembers 1970 wurde die PLO aus Jordanien vertrieben, worauf viele der Fedajin in den Libanon gingen. Dort beeinflussten sie das labile Kräftegleichgewicht des multiethnischen Landes und wurden teils als maßgeblicher Faktor beim Ausbruch des libanesischen Bürgerkriegs gesehen.

## Irak
Daneben nannte auch Saddam Hussein seine Leibgarden Fedajin (siehe auch: Saddam-Fedajin).

## Iran
Die Fedajin-e Islam, eine iranische Organisation, waren seit ihrer Gründung im Jahre 1948 durch Ayatollah Abol-Ghasem Kaschani in verschiedene Attentate verwickelt, so z. B. gegen Premierminister Ali Razmara und Premierminister Hossein Ala. Während der islamischen Revolution wurde diese „inoffizielle“ Organisation zeitweise von Ayatollah Sadegh Khalkali geführt.